# Fallschirmjäger
A Fallschirmjäger (jelentése: ejtőernyős vadász) a német ejtőernyősöket jelenti. A  második világháborúban fontos szerepet kaptak a Gebirgsjägerekkel (speciális alpinista könnyű gyalogság) együtt, mivel a  Wehrmachton belül elit egységeknek számítottak. A  világháború után az  NSZK és az  NDK hadseregében különleges erőkként szolgáltak. Jelenleg a  Bundeswehrnél szolgálnak. 

A  világháború alatt a Szövetséges erők csak "zöld ördögként" emlegették a német ejtőernyősöket.

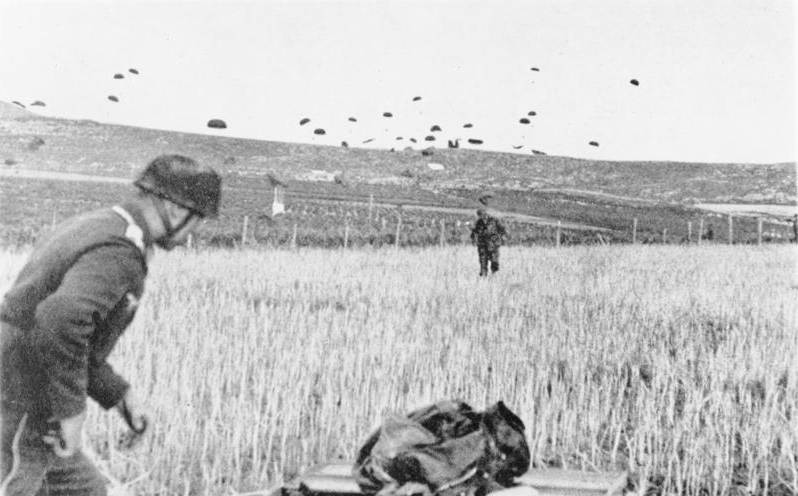
Német Fallschirmjägerek Krétán.

## Etimológia
A Fallschirmjäger szó a német Fallschirm (ejtőernyő) és a jäger (vadász) szavakból származik.

## Történetük

### A második világháború előtt
A német katonai ejtőernyőzés 1933-ig nyúlik vissza, amikor Hermann Göring porosz belügyminiszter létrehoz egy különleges rendőri alakulatot, miután a szovjet ejtőernyősöket tanulmányozta. Az alakulat az elkövetkezendő két évben hagyományos rendőri feladatot látott el, majd 1935-ben ez a rendőri egység lesz a Harmadik Birodalom első légi deszantos egysége. Az egységet a Luftwaffe-hoz csoportosították, és ebben az évben meg is kezdődött a kiképzés.  Göring parancsára egy csapat önkéntest ejtőernyős kiképzése vittek. Ezek az önkéntesek később a Fallschirmtruppe (ejtőernyős katona) jövőjét alapozták meg. 1936-ban, Stendhalban nyílik meg az első ejtőernyős iskola. Az iskolába a Luftwaffe személyzete jelentkezhetett, ahol hat sikeres ugrás után megkapták a Luftwaffe ejtőernyős kitüntetését.

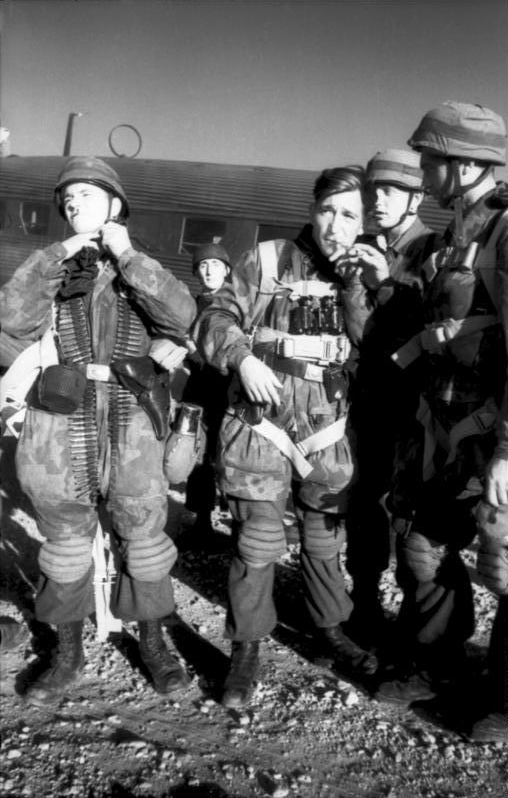
Német ejtőernyősök Leros inváziójára készülnek.

### A második világháború alatt
Az első ejtőernyős alakulat 1938-ban állt fel 7. Fliegerdivision néven (később 1. Fallschirmjägerdivisonra változtatták). Az első bevetésre 1940. április 9-én került sor, feladatuk a dániai Aalborg repülőterének elfoglalása volt.  Ezt követően a németek a Sarlóvágás-hadműveletben vetik be az ejtőernyős-vadászokat, fontos hidak, utak biztosítására, valamint a híres Eben-Emael erőd lerohanására is. Az ejtőernyős-vadászok bevetésére a vitorlázórepülők tűntek a legjobb választásnak. Az Eben-Emael erődöt még az 1930-as években építette a belga kormány, a német-holland-belga hármas határ mellett, azzal a céllal, hogy elrettentse szomszédait (főleg Németországot) a fegyveres támadástól. A német hadvezetés azonban kidolgozta az erőd elfoglalásának tervét, amiben szerepet kapott négyszakasznyi ejtőernyős-vadász, valamint gyorsan mozgó páncélosegységek. A siker kulcsa a meglepetés, és a fegyvernemek közötti szoros együttműködés volt. Az akciót 1940. május 10-én hajnalban hajtották végre. A négy ejtőernyős szakasz magára az erődre szállt le, és még mielőtt a védők felocsúdhattak volna, kézigránátokat dobtak be a lőréseken. Az erőd 1200 fős legénységét gond nélkül lefegyverzik, és a német páncélosok megérkezése után visszavonulnak.

#### A háború első szakaszának végén
A háború első szakaszának végén, 1941. május 20-án érkezik el a német ejtőernyős fegyvernem igazi tűzkeresztségének ideje, ugyanis  Hitler megindítja a Merkur hadműveletet, azaz Kréta szigetének légi úton történő megszállását. A hadműveletre összesen mintegy 23 000 katonát, és 600 szállítógépet vonnak össze. A német katonai hírszerzés, az Abwehr úgy tájékoztatja a vezetést, hogy a szigeten mintegy 5 000 brit nemzetközösségi, és görög katona állomásozik, akik nem rendelkeznek számottevő fegyverzettel, és tapasztalattal. A hírszerzés adatai azonban hibásnak bizonyultak: a szigeten körülbelül 30 000 hadra fogható katona tartózkodott. Az, az értesülés is tévesnek bizonyult, hogy a lakosság felszabadítóként fogadja a német hadsereget. A krétai lakosok nagy része szembeszállt a támadókkal.
Az ejtőernyős-vadászok feladata a sziget 3 repülőterének elfoglalása volt, ám ahogy az első hullám földet ér, heves golyózápor fogadja őket: a számbeli fölényben lévő nemzetközösségi csapatok nagy veszteségeket okoznak a németeknek. A harcokból a helyi lakosság is kiveszi a részét: a fákon fennakadt, vagy a sziklás talajon földet érve megsebesült német ejtőernyősöket leszúrják, vagy agyonverik. Az ejtőernyősök dolgát nehezíti, hogy a fegyvereiket külön dobják le nekik, így az ernyőjétől megszabadult katona kénytelen késsel, és pisztollyal harcolni. Az ejtőernyősök nagy része a földet érés közben sérült meg. A fordulópontot a sziget egyik repülőterét tartó új-zélandi alakulat visszavonulása jelenti. A német ejtőernyős-vadászok kezére került repülőtérre már leszállhatnak a légi úton szállított csapatok, így a sziget hamarosan elesik. A német veszteség: körülbelül 7000 fő.

#### 1943. szeptember 12.
1943. szeptember 12.-én egy igen különleges akcióra kerül sor, Eiche, azaz Tölgy-hadművelet fedőnév alatt: egy maroknyi ejtőernyős, és SS katona vitorlázógépeket használva kiszabadítja a Gran Sasso-n fogva tartott Mussolinit. Az akcióban 90 ejtőernyős-vadász, és 17  SS katona vesz részt. A rajtaütés vezetője a közhiedelemmel ellentétben nem Hitler volt testőre, a különleges műveletek német szakértője, Otto Skorzeny, hanem Otto von Berlepsch ejtőernyős hadnagy volt. Ez volt a német ejtőernyős csapatok utolsó légi szállítású bevetése a  második világháborúban. A Gran Sasso-i rajtaütést követően, a német ejtőernyős-vadászok az olaszországi fronton harcoltak Monte Cassino védelmében, ahol 1944. februárjától egészen 1944. május 17-ig, az általános német visszavonulás megkezdéséig kitartanak az elsöprő Szövetséges túlerő ellenére is.

#### Monte Cassino után
Cassino után az ejtőernyős vadászok Normandiában kerültek bevetésre, ahol kis létszámú könnyű gyalogos egységekként harcoltak többek között Sainte Mére Église városánál, a Carentan körüli harcokban, és még számos más helyen. A D-napon Normandiában egyetlen ejtőernyős ezred, a 6. Fallschirmjäger Regiment tartózkodott. A Szövetségesek partraszállása után három ejtőernyős hadosztályt irányítottak át a nyugati frontra: a 3. az 5. és a keleti frontról átvezényelt 2. Fallschirmjäger-Division-t. Ezen kívül a következő ejtőernyős ezredek egyes részei harcoltak Franciaországban: 2., 5., 7., 8., 9., 13., 14., 15. Fallschirmjäger Regiment. A normandiai csata végére ezek az ejtőernyős egységek annyira szétszóródtak, hogy igazán egységes alakulatról nem is lehetett szó. A német ejtőernyősök először az amerikai 82. és 101. légideszant-hadosztályok katonáival kerültek szembe június 6-án hajnalban, amikor az invázió előkészítéseként ezrével dobták le őket Normandia-szerte. A német ejtőernyősök egy amerikai veterán jellemzése szerint "Nem harcoltak jobban nálunk, de voltak, olyan jók, mint mi."
Az igazsághoz hozzátartozik az is, hogy az amerikai oldalon nagyrészt harci tapasztalattal még nem rendelkező katonákat vetettek be, míg a németek oldalán jórészt több nagy csatát megjárt veteránok harcoltak. Ám az amerikaiaknak bőségesen volt utánpótlásuk, amit német ellenfeleik nem mondhattak el magukról: a Szövetségesek légifölénye, amit a háború végéig megtartottak, megakadályozta a németeket nemcsak az utánpótlás célba juttatásában, hanem még a nagyobb hadmozdulatok megkezdésében is. A német lőszerhiányt jól példázza Carentan esete: itt a várost tartó német ejtőernyős ezrednek egyszerűen nem volt elég tartaléka a város megtartására, így pár órás utóvédharc után fel kellett adniuk azt.

#### 1944. szeptember 17.
A Normandiából kivont német ejtőernyősöknek 1944. szeptember 17.-én újra szembe kellett nézniük a Szövetséges légideszant-csapatokkal. Ekkor indult meg ugyanis a történelem legnagyobb légideszant vállalkozása, a szövetségesek Market-Garden névre keresztelt hadművelete, amiben kulcsszerepet kaptak a brit, és amerikai ejtőernyősök. Az ő feladatuk volt ugyanis elfoglalni Hollandia számos folyóján átívelő hidak nagy részét, hogy aztán a Szövetséges csapatok ezeket felhasználva betörhessenek Németországba.
A német ejtőernyős-vadászok itt könnyű gyalogságként bevetve a saját páncélosaikkal együttműködve verték vissza a támadást. A német ejtőernyős-vadászokra még egy bevetés várt 1944-1945 telén, ugyanis Hitler megindította a nyugati front utolsó nagy német hadműveletét azzal a céllal, hogy az Ardennek behavazott hegységén át minél nagyobb területet foglaljon vissza a Szövetségesektől. A támadás felkészületlenül érte a gyengén felszerelt amerikai csapatokat, akik sorban adták meg magukat, és vonultak német hadifogságba. Az első döbbenetéből magához térő Szövetséges Főparancsnokság az éppen újraszerveződő légideszant-hadosztályokat vetette be. A 82. légi deszantot a német betörés északi végéhez, míg a 101. légideszant-hadosztályt a németek egyik célpontjához, Bastogne városához vezényelték. A németek hamarosan bekerítették Bastogne-t, ám 1945 januárjára már fogyatkozott az utánpótlásuk, így az ellentámadásba lendülő Szövetségesek felmenthették a körülzárt ejtőernyősöket. Ezt követően a német fegyverletétel már nem is volt kérdés, bár ez nem von le semmit a német ejtőernyős-vadászok harci értékéből.

## Felszerelés

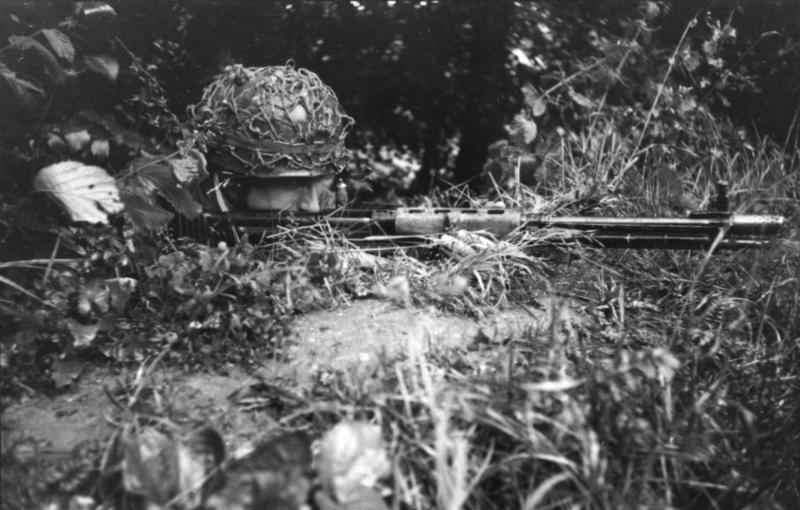
Álcázott Fallschirmjäger FG 42-vel céloz.

Sisakjuk egy különleges, acélból készült, legömbölyített sisak volt.
Az ejtőernyő a hámhoz csak egy szíjjal volt rögzítve az amerikai vagy brit ejtőernyősökével szemben (ahol két szíjat alkalmaztak), így az ejtőernyő mondhatni uralhatatlan volt. A Fallschirmjägerek a könyökükön és a térdükön landoltak, ami csökkentette a magukkal vihető felszerelés mennyiségét, és növelte a sérülés esélyét. Ahhoz, hogy a hámot levegyék magukról, 80 másodpercet kellett egyenesen állniuk, amely könnyű célponttá tette őket. A  krétai csata után módosítottak a hámon és a felszerelésen: a hámot fekve 10 másodperc alatt le lehetett venni, és már az ejtőernyősök számára tervezett fegyvert, az  FG 42-t vitték magukkal.

## Fallschirmjägereka Bundeswehrben
A Fallschirmjägerek pályájukat a  Bundeswehrnél folytatják. A hadosztálynak két dandárja van és néhány független zászlóalja. 2010-ben 10,000 ember szolgált a hadosztálynál, legtöbbjük logisztikai vagy támogató személyzet.
A hadosztálynak a következő a felépítése:
- Különleges Erők Hadosztálya

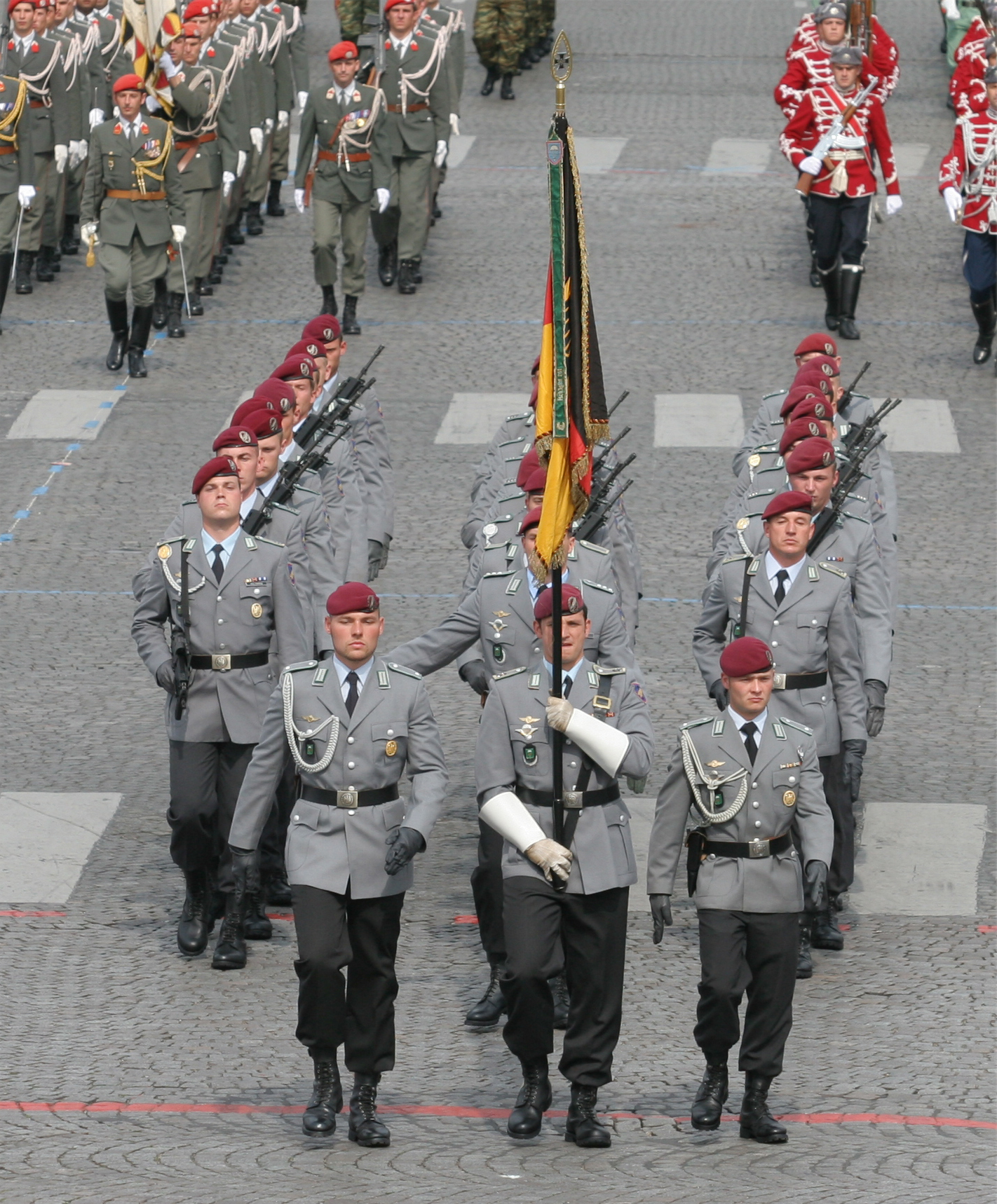
A Bundeswehr Fallschirmjägerei 2007-ben.

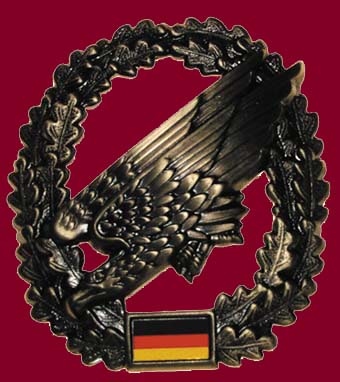
A Bundeswehr ejtőernyőseinek jelvénye.

  - Főparancsnoki Század (Stadtallendorfban állomásozik)
  - Ejtőernyős Hírszerző Zászlóalj (Stadtallendorf)
  - 100. Ejtőernyős Légvédelmi Üteg (Seedorf)
  - 200. Nagy távolsági Felderítő Gyakorló Század (Pfullendorf)
  - 26. Ejtőernyős Dandár (Saarlouis)
    - Főparancsnoki Század (Saarlouis)
    - 260. Ejtőernyős Felderítő Század (Zweibrücken)
    - 260. Ejtőernyős Utász Század (Saarlouis)
    - 261. Fallschirmjäger Zászlóalj (Lebach)
    - 262. Ejtőernyős Támogató Zászlóalj (Merzig)
    - 263. Fallschirmjäger Zászlóalj (Zweibrücken)

  - 31. Ejtőernyős Dandár (Oldenburg)
    - Főparancsnoksági Század (Oldenburg)
    - 310. Ejtőernyős Felderítő Század (Seedorf)
    - 270. Ejtőernyős Utász Század (Seedorf)
    - 313. Fallschirmjäger Zászlóalj (Seedorf)
    - 373. Fallschirmjäger Zászlóalj (Seedorf)
    - 272. Ejtőernyős Támogató Zászlóalj (Oldenburg, Seedorf)

  - Különleges Erők Parancsnoksága (Kommando Spezialkräfte) (Calw)

## Nemzeti Néphadsereg (Német Demokratikus Köztársaság)

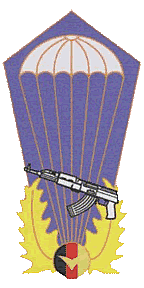
A 40. Luftsturmregiment felvarrója, az egyetlen kelet-német ejtőernyős ezredé.

- A 40. Fallschirmjägerbataillon Willi Sänger volt az egyetlen ejtőernyős alakulat a Nationale Volksarmee (Nemzeti Néphadsereg) alatt. A század és az ejtőernyős-kommandós iskola székhelye először Prorában (1961-1982) volt, majd Potsdam mellett (1982-1990). A század hivatalosan könnyű gyalogos század volt, de kommandós egységként kezelték. Küldetés közben a század embereit 5-6 fős csapatokra osztották.
- A Felix Dzerzhinsky Őrezred felderítő százada ejtőernyős kiképzésben is részesült.

## Fordítás
- Ez a szócikk részben vagy egészben  a   Fallschimjäger című angol Wikipédia-szócikk fordításán alapul.  Az eredeti cikk szerkesztőit annak laptörténete sorolja fel. Ez a jelzés csupán a megfogalmazás eredetét és a szerzői jogokat jelzi, nem szolgál a cikkben szereplő információk forrásmegjelöléseként.